# Caudofoveata
Caudofoveata (do latim cauda, cauda + fovea, depressão) é uma classe pequena do filo Mollusca. São vermiformes, cilíndricos e sem concha. Habitam águas profundas, enterrados no sedimento. Não possuem pé nem estruturas sensoriais como tentáculos, olhos e estatocistos. Variam de 2 a 140 mm de comprimento. Conhecem-se cerca de 100 espécies.